# Dubrovačko primorje
Dubrovačko primorje est une municipalité située dans le comitat de Dubrovnik-Neretva, en Croatie. Au recensement de 2001, la municipalité comptait 2 216 habitants, dont 99,05 % de Croates et le village de Slano, siège de la municipalité, comptait 552 habitants.

## Localités
La municipalité de Dubrovačko primorje compte 20 localités :
| - Banići - Čepikuće - Doli - Imotica - Kručica - Lisac - Majkovi - Mravnica - Ošlje - Podgora | - Podimoć - Slano - Smokovljani - Stupa - Štedrica - Točionik - Topolo - Trnova - Trnovica - Visočani |